# Aeroportul Manga
Aeroportul Manga (IATA: MGP) este un aeroport din New Ireland Province⁠(d), Papua Noua Guinee ce deservește zona Weilo⁠(d).
aeroportul dispune de o singură pistă.